# Роберто Романо
Роберто Романо (італ. Roberto Romano, нар. 26 жовтня 1962, Монреаль) — колишній італійський хокеїст, що грав на позиції воротаря. Грав за збірну команду Італії.

## Ігрова кар'єра
Професійну хокейну кар'єру розпочав 1982 року.
Протягом професійної клубної ігрової кар'єри, що тривала 13 років, захищав кольори команд НХЛ «Піттсбург Пінгвінс» та «Бостон Брюїнс», а також низки клубів нижчих північноамериканських ліг та італійської хокейної Серія A.
Усього провів 126 матчів в НХЛ.
Виступав за збірну Італії.